# Karl Hansen Reistrup

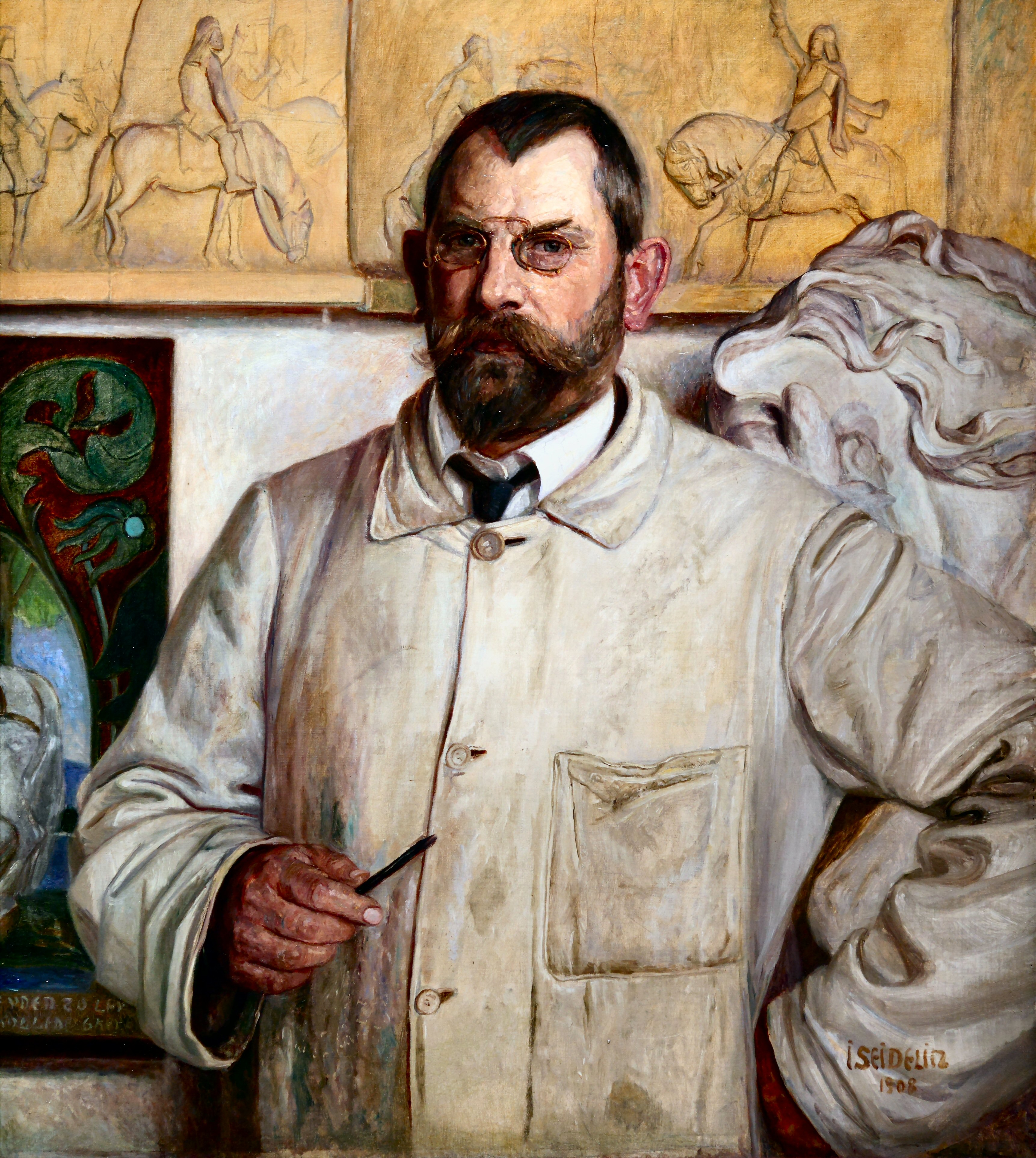
Porträt von Karl Hansen Reistrup, Gemälde von Ingeborg Seidelin, 1908, in ARoS Aarhus Kunstmuseum

Frederik Karl (auf Carl getauft) Kristian Hansen Reistrup (* 22. April 1863 in Valby; † 18. März 1929 in Kopenhagen) war ein dänischer Maler, Illustrator, Bildhauer und Keramiker.

## Herkunft und Ausbildung
Karl Hansen Reistrup war der Sohn von Brauereiknecht Peter Christian Hansen (1826–1906) und seiner Ehefrau Ingeborg Christiane Abrahamsen (1829–1874).

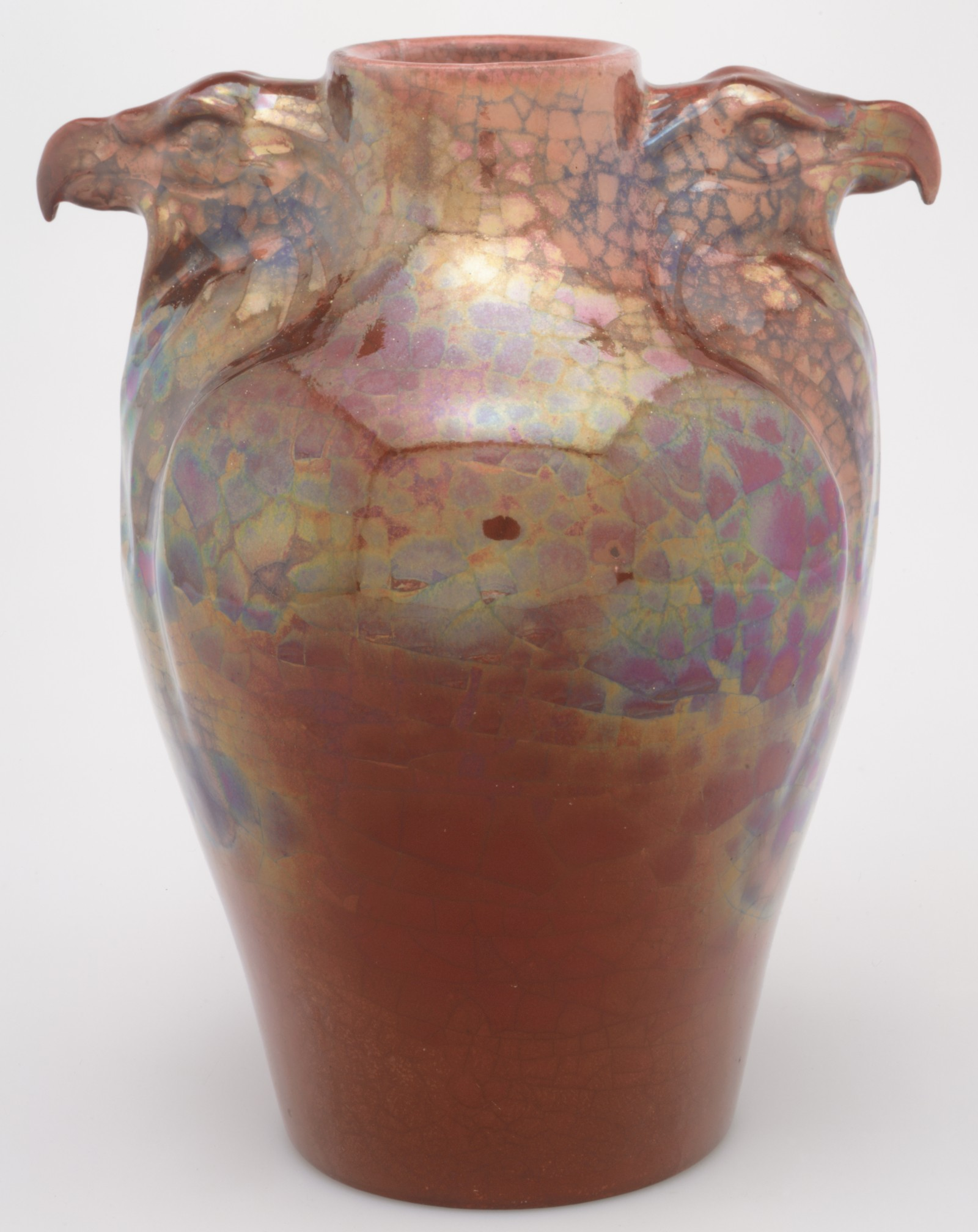
K. Hansen Reistrup: Vase aus Næstved, 1890

K. Hansen Reistrup begann eine Porzellanmaler-Lehre, besuchte dann die Technische Schule und verließ diese, um auf Vermittlung von C.F. Andersen an die Kunstakademie zu gehen, die er von 1881 bis 1882 besuchte. Anschließend nahm er eine Stelle als Geselle bei Den kgl. Porcelainsfabrik an und kam 1885 in die Manufacture royale de porcelaine de Sèvres in Paris, wo er eine Ausbildung zum Schlachtenmaler und Bildhauer an der Académie Jullien bekam, u. a. mit H.M.A. Chapu als Lehrer. Ab 1887 arbeitete er wieder einige Monate in der königlichen Porzellanfabrik, wurde aber ab Neujahr 1888 als künstlerischer Leiter der Werkstatt von Herman Kähler in Næstved berufen. In den nächsten zwanzig Jahren hatte er großen Einfluss auf das Aufblühen der Kähler-Keramik, sowohl mit gemalten Dekorationen als auch besonders als Schöpfer der Modelle für die vielen Vasen und Krüge insbesondere mit Tierköpfen und Reliefs, die in Verbindung mit Herman Kählers Glasuren (besonders der Rotglanz) im In- und Ausland sehr beliebt wurden.

## Karriere
Die Dekorationen von Hansen Reistrup umfassen verschiedene Genres, Materialien und Techniken, u. a. er entwickelte das sogenannte Plattenmosaik, bei dem verschiedenfarbige Keramikplättchen in Zement zu einem Bild gegossen wurden. Da sind vom Jugendstil beeinflusste Tier-, Vogel- und Pflanzenornamente, zugleich naturalistisch und elegant in der Zeichnung, erzählende Bildfriese, in denen die Geschichte so einfach, klar und deutlich wiedergegeben wird, dass es unübersehbar war, dass er später ein beliebter Buchillustrator werden sollte.

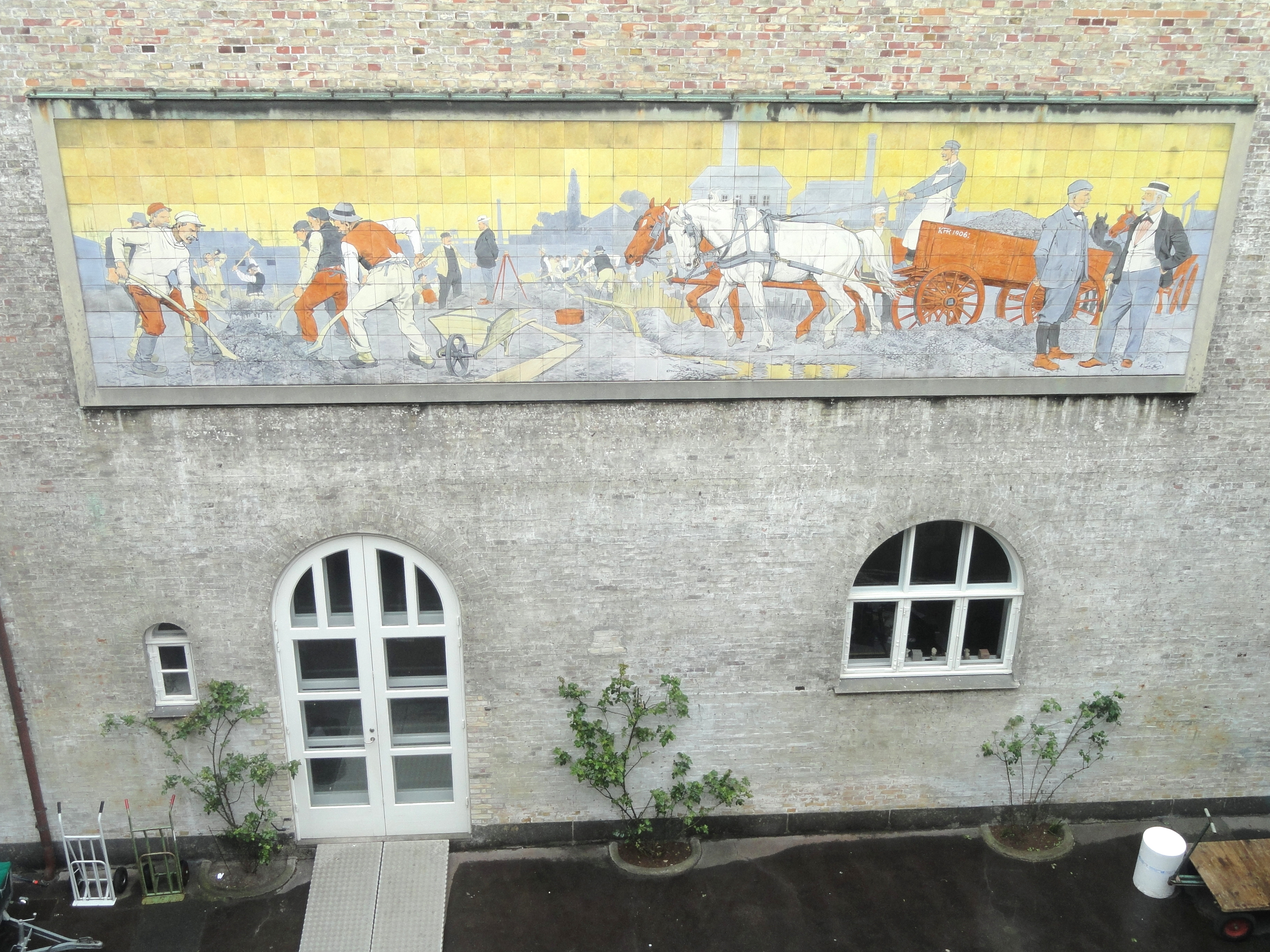
K. Hansen Reistrup: Fries „Genesis der Glyptotek“, 1906

K. Hansen Reistrup fertigte auch eine Reihe von großen Zierfriesen in der von ihm entwickelten Technik des Plattenmosaik: Dyrene går ud af Arken (deutsch Die Tiere verlassen die Arche), 1894, Påfuglefrisen (deutsch Der Pfauenfries), 1897 (Nationalmuseum, Stockholm), Ørnefrisen (deutsch Der Adlerfries), 1900 (auf der Weltausstellung in Paris gekauft für das Fabrikmuseum Sèvres und als Kopie für das Museum der bildenden Künste in Leipzig) und die Krähen- und Möwenfriese für das Kopenhagener Rathaus, 1901. Auf Keramikfliesen fertigte K. Hansen Restrup die großen Gemälde Ægir und seine Töchter (nach einer Zeichnung von Lorenz Frølich für die Weltausstellung in Chicago 1893, später über der Magistratstreppe im Kopenhagener Rathaus angebracht), den Holberg-Fries für das Frontispiz des Aarhus-Theaters (1900, nach einer Zeichnung von Hans Tegner) und das Grundwerk für die Erweiterung der Glyptotek in Kopenhagen, 1906 (2,30 × 11,50 m; Hof der Glyptotek).

### Zusammenarbeit mit Hack Kampmann
Durch die Arbeit der Kähler-Werkstatt mit den Stadtwappen für die Kopenhagener Feuerwache und das Staatsarchiv in Viborg lernte K. Hansen Reistrup den dänischen Architekten Hack Kampmann kennen und begann mit ihm eine intensive Zusammenarbeit. An Kampmanns Gebäuden war er insbesondere für eine Reihe dekorativer Aufgaben verantwortlich: Aarhus Theater, 1900, Schloss Marselisborg, 1902, Staatsbibliothek, 1902 (heute Handelsarchiv), Postamt Kannikegade, 1904 (Wandmalereien) und die Außendekoration mit Tierköpfen aus Granit am neuen Teil der Ny Carlsberg Glyptotek, 1906. Nach dieser hektischen Arbeitsphase endete die Zusammenarbeit mit Hack Kampmann. K. Hansen Reistrup reiste 1906 nach dem Gewinn des Anckers-Stipendiums nach Italien und kehrte dann nach Næstved zurück, wo seine Bedeutung für Kählers Produktion allmählich abnahm, obwohl er immer noch Tierstatuetten schuf, meist als Unikate.

### Arbeit als Bildhauer
Als Bildhauer debütierte K. Hansen Reistrup 1889 auf Schloss Charlottenborg mit einer Löwengruppe unter dem Titel: Et ægtepar fra Berberiet (deutsch Ein Ehepaar aus Berberiet), 1894 gewann er den Wettbewerb für ein Relief für die Armentür des Kopenhagener Rathauses (errichtet 1897). Er hat seitdem eine Reihe von Skulpturen geschaffen, insbesondere von Pferden, wie die von 1912, die 1959 für die Aufstellung vor der Landwirtschaftsschule Bygholm in Bronze gegossen wurde, oder von liegenden Löwen als Paar auf der Treppe des Gerichtsgebäudes in Aarhus. 1922 fertigte er ein Grabrelief für den Friedhof in Nykøbing Falster an.

### Arbeit als Maler und Illustrator

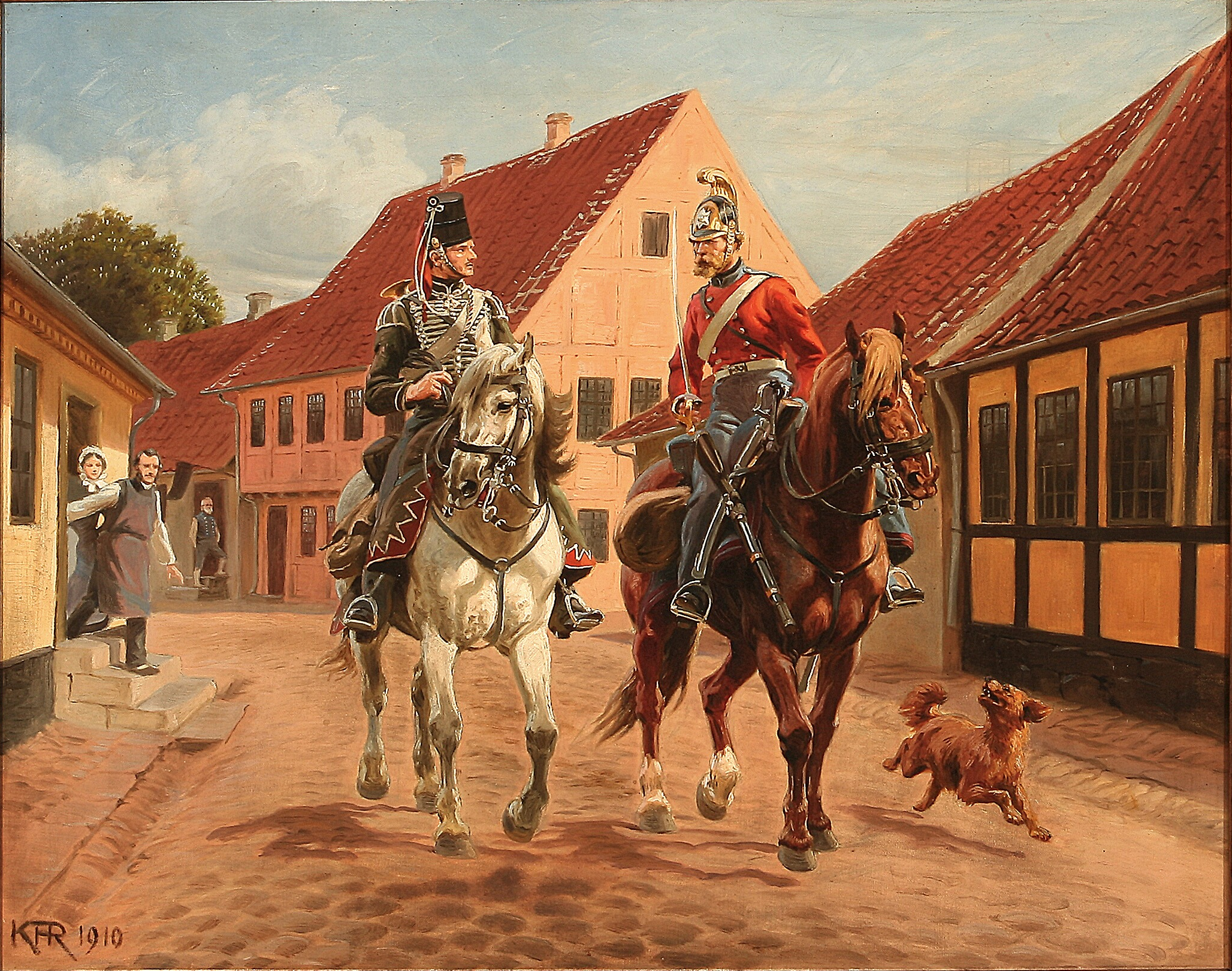
Karl Hansen Reistrup: Ein dänischer Dragoner mit einem gefangenen preußischen Husarentrompeter in Århus im ersten Schleswiger Krieg, 1910

Seit 1910 arbeitete K. Hansen Reistrup vornehmlich als Pferde- und Schlachtenmaler mit einer Vorliebe für patriotische Episoden aus den deutsch-dänischen Kriegen 1848–1850 und 1864 (Rytterfægtningen ved Vorbasse, Affæren ved Høien kro, Niels Kjeldsen u. a.) und als Illustrator mit ähnlichen Themen. Im Jahr 1899 unternahm K. Hansen Reistrup gemeinsam mit Hans Kaarsberg eine Reise in den Kaukasus, dessen Buch „Stort Vildt“ (deutsch Grosswild) er illustrierte. Später lieferte er Federzeichnungen für die Volksausgabe von Bernhard Severin Ingemanns Romane (1913) und eine Reihe von Weihnachts- und anderen Almanachgeschichten. Mit seiner Vielseitigkeit erzielte K. Hansen Reistrup somit eine breite, fast anonyme Publikumswirkung, konnte sich aber in dem eigentlichen Kunstleben nicht durchsetzen.

### Wohnhaus in Næstved

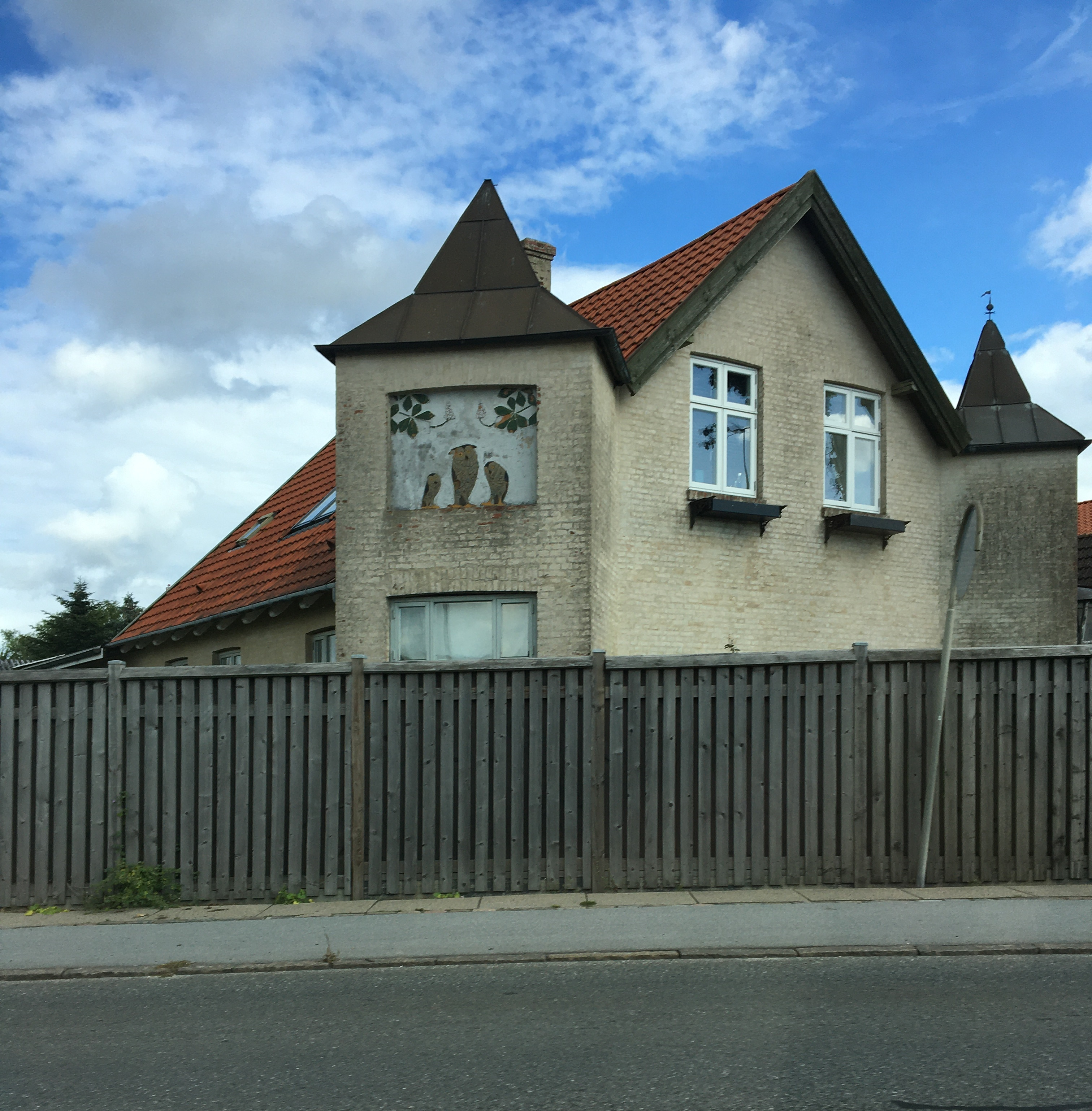
Karl Hansen Reistrups Haus im Reistrupvej 9 in Næstved.

Karl Hansen Reistrup baute im Jahr 1897 sein eigenes Haus im Reistrupvej 9 in Næstved, das er auch mit Reliefs verzierte. Es gibt auch eine Reihe von Löwen, die er aus Beton an verschiedenen Stellen im Ort platzierte.

## Familie
Karl Hansen Reistrups Eltern waren der Brauereiknecht Peter Christian Hansen (1826–1906) und seine Frau Ingeborg Christiane Abrahamsen (1829–1874). Er verheiratete sich am 20. April 1890 in Kopenhagen mit Johanne Katrine Hansine Jonasson (* 5. März 1865 in Kopenhagen; † 5. Dezember 1949 in Næstved). Sie war die Tochter des Gastwirts Svend Jonasson (1820–1869) und seiner Frau Jensine Louise Hansen (1840–1926). Das Ehepaar hatte einen Sohn, den Architekten Urban Hansen-Reistrup (1893–1973).
Karl Hansen Reistrup verstarb 1929 im „Finseninstituttet“ (eigentlich: Finsens medicinske Lysinstitut), Kopenhagen (eine Lungenklinik) und ist begraben auf dem Næstved Gamle Kirkegård (deutsch Alter Friedhof Næstved).

## Werke (Auswahl)

### Gemälde
- 1892: „Rytterfægtningen ved Vorbasse“ (deutsch Das Reitergefecht bei Vorbasse)
- 1907: „Niels Ebbesen undsiger grev Gert“ (deutsch Niels Ebbesen denunziert Graf Gert), Nordjyllands Kunstmuseum
- 1908: „Paraden ved Gardens 250 års jubilæum“ (deutsch Die Parade zum 250-jährigen Jubiläum der Garde)
- 1919: „Vindfælle i Kohaven“ (deutsch Windbegleiter in Kohaven)
- 1919: „Affæren ved Høien Kro“ (deutsch Die Affäre bei Høien Kro), Skizze im Næstved Museum
- 1927: „Løse heste på Enø“ (deutsch Freilaufende Pferde auf Enø), Nykøbing Falster Rathaus

### Skulpturen
- Löwengruppe: „Et ægtepar fra Berberiet“ (deutsch Ein Ehepaar aus Berberiet) (1889, zeitweilig im Zoo Kopenhagen, heute verschwunden)
- Pferd (1912, in Bronze aufgestellt 1956, Bygholm Landbrugsskole (deutsch Landwirtschaftsschule Bygholm), Horsens).

### Dekorationen
- 1900: Dekorationen im Außen- und Innenbereich des Aarhus Teater (Keramik, Malerei, Stuck, Glasmosaik, gemeinsam mit dem Architekten Hack Kampmann)
- 1909: Dekorationen im Innenbereich, Viborg-Theater (Malerei, Stuck, Glasmosaik, gemeinsam mit dem Architekten Søren Vig-Nielsen)
- 1902: Schloss Marselisborg (Relief, Malerei, Stuck)
- 1908: Künstlerische Bearbeitung von Gebäudedetails, Odder Centralhotel, Jütland
- 1923: Grabrelief, Østre Kirkegård (Nykøbing Falster)

### Skulpturelle Dekorationen
- 1881: Tierfriese auf den zwei Eingangspavillons des Zoo Kopenhagen, Roskildevej 38, (abgerissen 1996)
- 1897: Hirschrelief, Hintereingang, Rathaus Kopenhagen
- 1903–1906: Löwen, Aarhus Ting- og Arresthus (deutsch Århus Gerichts- und Arrestgebäude) (Bronze)
- 1906: Tierköpfe, Hack Kampmanns Anbauten für Ny Carlsberg Glyptotek

### Gemalte Dekorationen
- 1902: In der Staatsbibliothek, heute Wirtschaftsarchiv (dänisch Erhvervsarkivet), Aarhus
- 1904: In dem Postamt, Kannikegade, Aarhus
- 1908–1928: 7 Fresken in der Freimaurerloge, Aarhus

### Keramische Dekorationen
- 1890: Stadtwappen für die Feuerwache beim Rathaus Kopenhagen (dänisch Københavns Rådhus)
- 1890–1891: 25 Stadtwappen für das Landesarchiv in Nordjütland (dänisch Landsarkivet for Nørrejylland), Viborg
- 1893: Ægir og hans døtre (deutsch „Ägir und seine Töchter“, Rathaus Kopenhagen, nach einer Zeichnung von Lorenz Frølich)
- 1894: Dyrene går ud af Arken (deutsch Die Tiere verlassen die Arche)
- 1897: Påfuglefrisen (deutsch Der Pfauenfries), Schwedisches Nationalmuseum, Stockholm
- 1900: Ørnefrisen (deutsch Der Adlerfries), Musée national de Céramique – Sèvres, Sèvres
- 1901: Kragefrisen (deutsch Der Krähenfries), Rathaus Kopenhagen
- 1901: Mågefrisen (deutsch Der Möwenfries), Rathaus Kopenhagen
- 1906: Glyptotekets Tilblivelse, (deutsch Die Entstehung der Glyptothek), Hof der Ny Carlsberg Glyptotek

### Keramik
- 1888: Bemalter Prozellanofen, Næstved Museum
- 1888: Forårsvasen (deutsch Frühlingsvasen), Næstved Museum
- 1888: Zahlreiche Vasen, Schalen und Krüge mit Tierköpfen, Næstved Museum, ARoS Aarhus Kunstmuseum
- 1893: Ægirs gilde (deutsch „Ägirs Gilde“), Næstved Museum
- 1893: Thor og Midgaardsormen (deutsch „Thor und Midgardschlange“), Næstved Museum
- 1897: Uglevasen (deutsch Die Eulenvase), ARoS Aarhus Kunstmuseum

### Buchillustrationen
- 1901: Hans Kaarsberg: Stort Vildt
- 1913: Romane von Bernhard Severin Ingemann, Ausgaben von dänischen Verlagen
- Kinderbücher von Chr. Erichsen
- Exlibris und Radierungen, u. a. von Tieren für den Verlag Max Kleinsorg

## Bilder von K. Hansen Reistrup

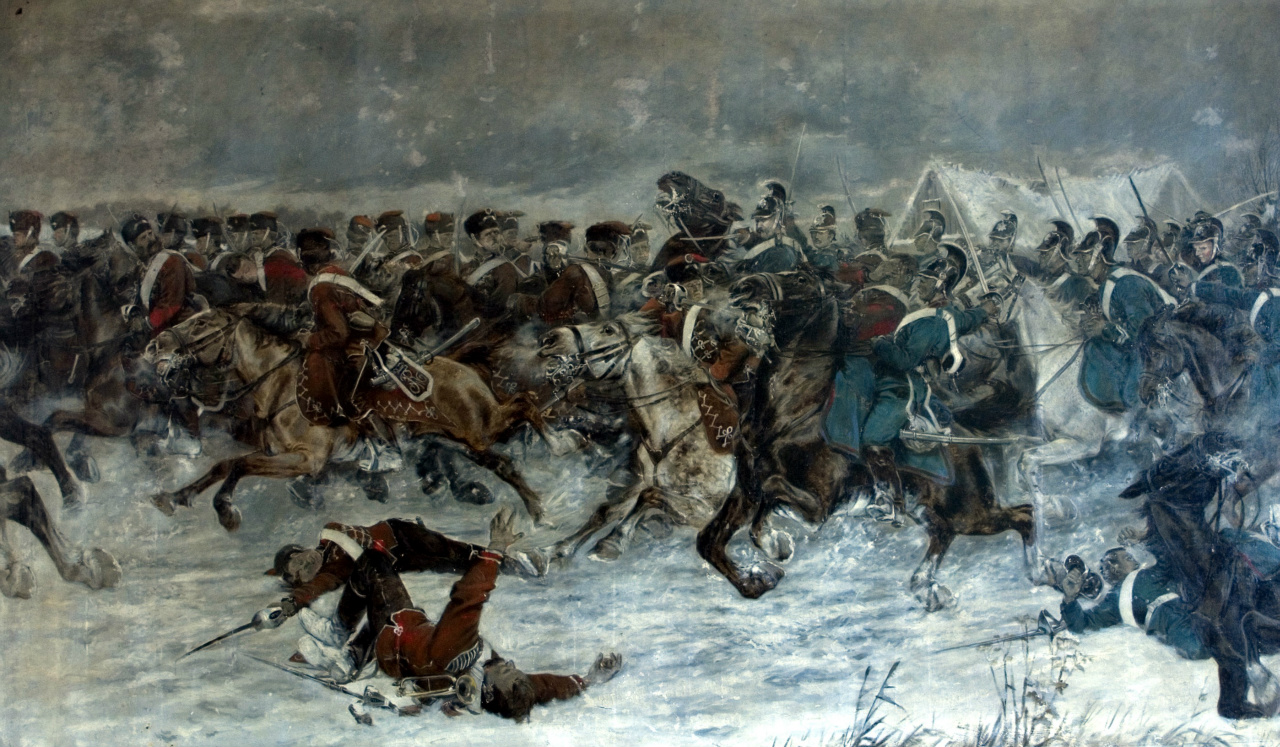
Rytterfægtningen ved Vorbasse (deutsch Das Reitergefecht bei Vorbasse), 1892
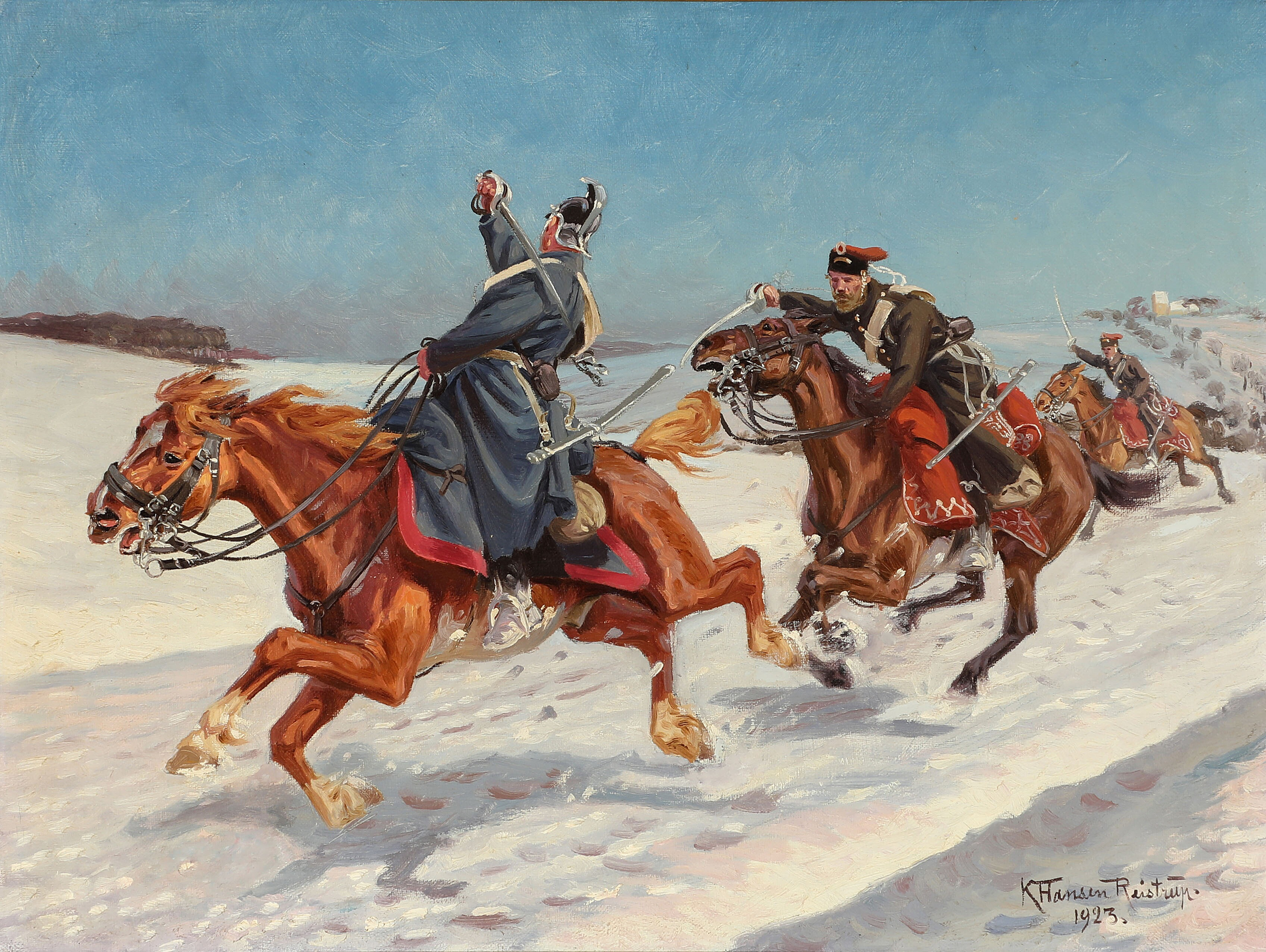
Der jütländische Dragoner Niels Kjeldsen, 1923
Valdemar’s Schlacht 15. Juni 1219, 1894
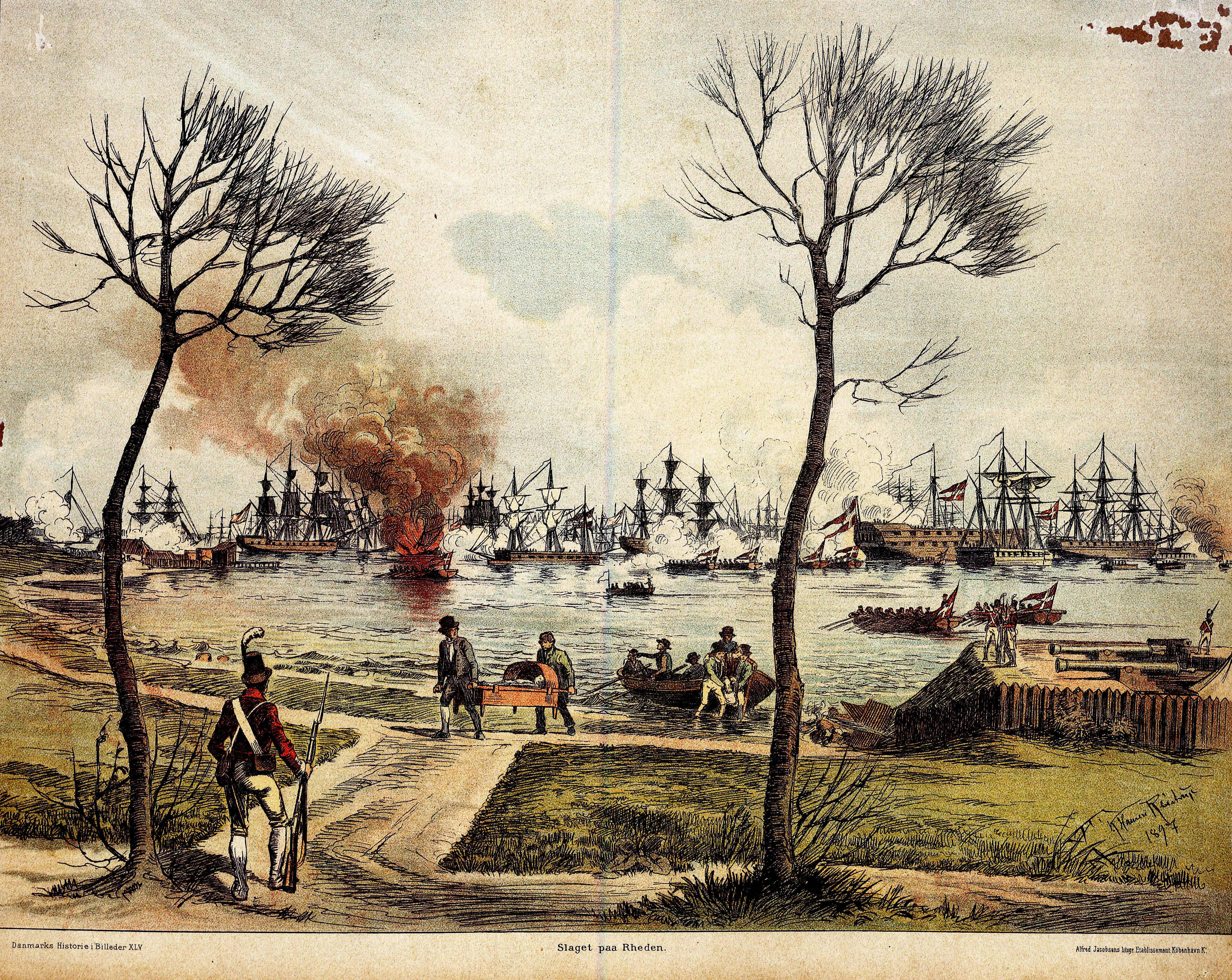
Schlacht bei Rheden 1801
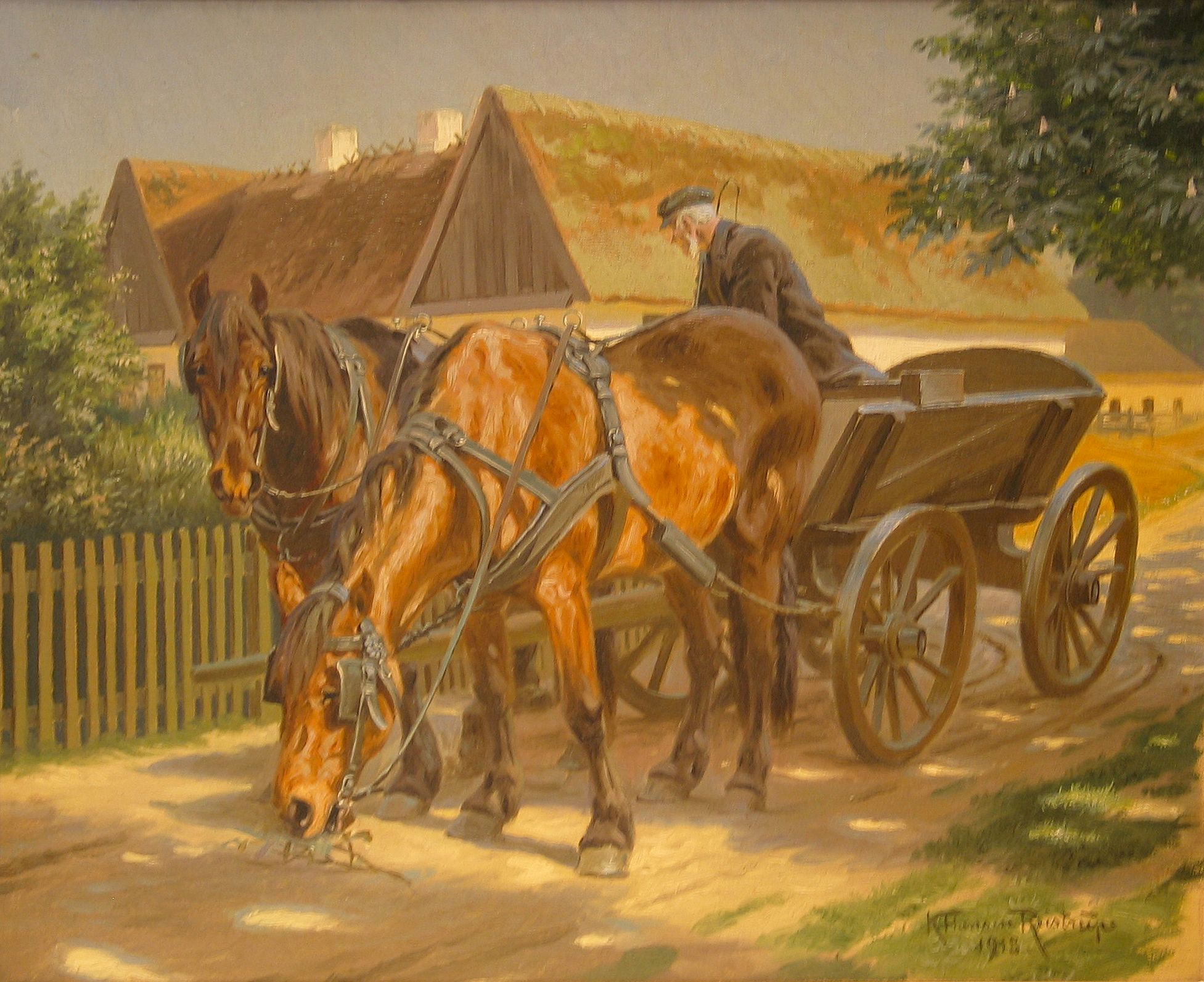
Gårdeksteriør med en gammel mand på en hestekærre (deutsch Bauernhof mit einem alten Mann auf einem Pferdewagen), 1918